# Dolichopus costalis
Dolichopus costalis är en tvåvingeart som beskrevs av Frey 1915. Dolichopus costalis ingår i släktet Dolichopus och familjen styltflugor. Enligt den finländska rödlistan är arten sårbar i Finland. Arten är reproducerande i Sverige. Artens livsmiljö är källmiljöer. Inga underarter finns listade i Catalogue of Life.